# Rectoria de Terrades
Rectoria de Terrades és un edifici del municipi de Terrades (Alt Empordà) inclòs en l'Inventari del Patrimoni Arquitectònic de Catalunya.

## Descripció
Situada dins del nucli urbà de la població de Terrades, al bell mig del terme, al carrer de l'Oli.

Edifici cantoner rehabilitat de planta més o menys rectangular, format per dos cossos adossats i distribuït en planta baixa i dos pisos.

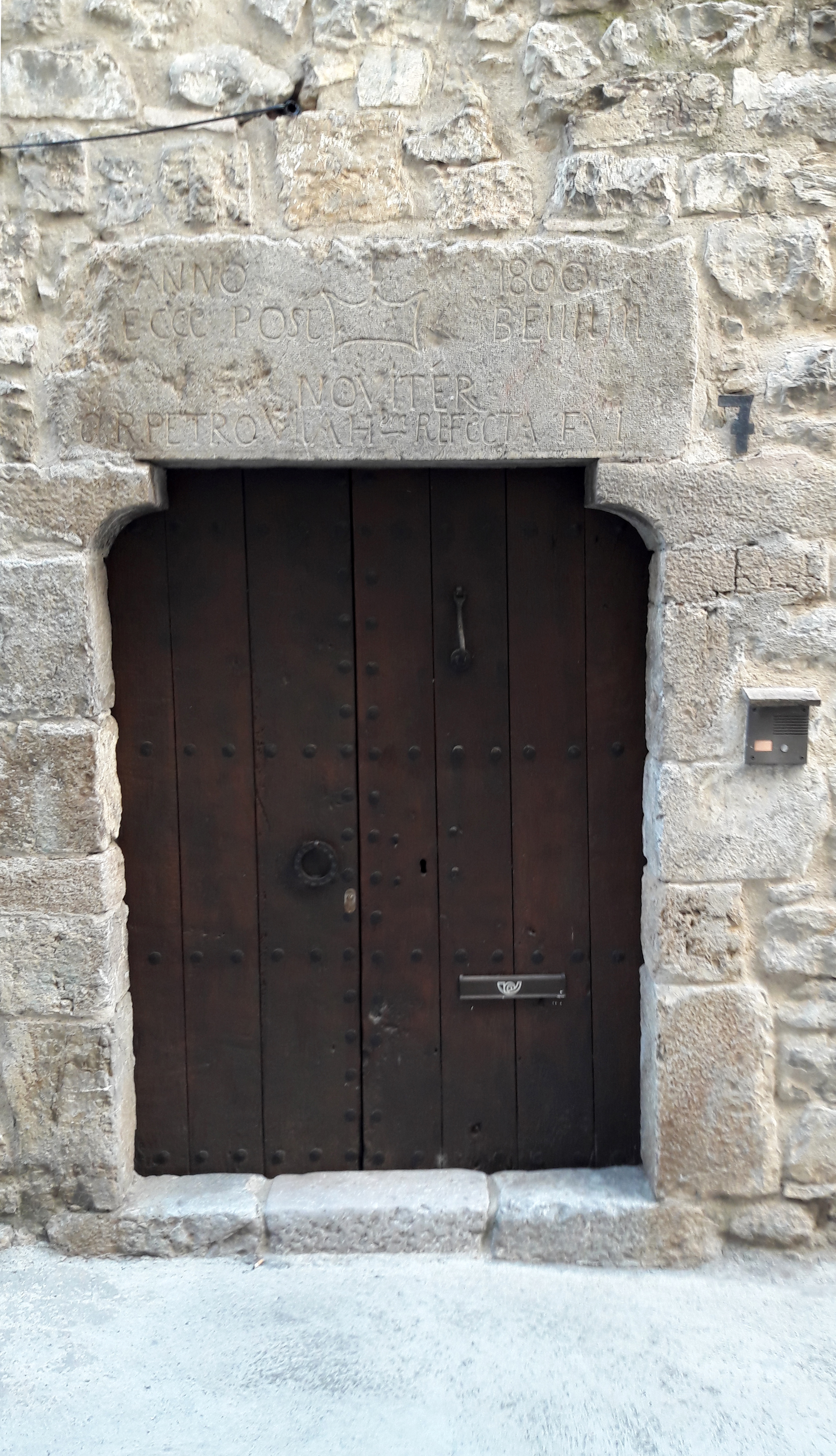
Portal

 La façana principal presenta un portal d'accés rectangular, amb els brancals bastits amb carreus de pedra ben desbastats i la llinda plana sostinguda amb permòdols. Presenta la següent inscripció, "ANNO 1800 ECCE POST BEUUM NOVITER A R. PETRO VILA H(·) REFECTA FUI", la qual sembla que fa referència a una reforma. Al costat hi ha un portal rectangular amb l'emmarcament refet. Del pis destaca la finestra situada damunt la porta, de la mateixa tipologia que el portal, tot i que la llinda ha estat reparada. Al seu costat hi ha una finestra balconera i una de simple, ambdues amb la llinda restituïda i els brancals fets de pedra. L'única obertura de la segona planta està bastida amb maons. El coronament de la façana ha estat reformat recentment mitjançant un plafó d'obra de color grana.
La construcció és bastida en pedra desbastada i sense treballar disposada regularment.

## Història
L'edifici de l'antiga rectoria va ser bastit vers el XVIII i reformada posteriorment el 1800, tal como ho testimonia la data que es troba a la llinda de la porta principal, on hom pot llegir ANNO 1800 ECCE POST BEUUM NOVITER A R. PETRO VILA H(·) REFECTA FUI.
Actualment ha estat rehabilitada per ser destinada a habitatge.